# محمد جعفر أبو التمن
محمد جعفر جلبي بن محمد حسن بن الحاج داود أبو التمن هو سياسي عراقي ولد عام 1881 في عائلة من بغداد من قبيلة ربيعة، كان قائد جمعية حرس الاستقلال المناوئة للإحتلال البريطاني في العراق عام 1919، وساهم في ثورة العشرين، لكنه هرب إلى إيران وعاد للعراق بعد تولي الملك فيصل الأول عرش العراق.[بحاجة لمصدر]
شغل منصب رئيس الحزب الوطني العراقي عام 1922، شغل منصب وزير التجارة في الوزارة النقيبية الثانية، فنفاه البريطانيون خارج العراق.
ثم تعاون مع ياسين الهاشمي وناجي السويدي في تأسيس حزب الإخاء الوطني عام 1930.
تعاون مع انقلاب بكر صدقي وشغل منصب وزير المالية في وزارة حكمت سليمان الانقلابية منذ 29 تشرين الأول 1936 لكنه استقال في حزيران 1937.
شغل منصب رئيس غرفة تجارة بغداد للفترة 1935 إلى 1945.
توفي في 20 تشرين الثاني 1945، ودفن في مقبرة وادي السلام بالنجف.

## أسرته
كان جده داود أبو التمن من المستجيبين لفتوى الجهاد مع الدولة العثمانية لمقاومة الغزو الإنكليزي للعراق، قال جعفر الخياط تعليقاً على كتاب المس بيل (فصول من تاريخ العراق القريب) "وكان أبرز المنبرين لهذا الواجب المقدس الحاج داود أبو التمّن، جدُّ جعفر جلبي أبي التمن فقد جهز حملة خاصة ترأسها بنفسه قوامها أربع مئة مجاهد وصرف عليها من كيسه الخاص وسار بها إلى القرنة فاشترك في موقعة مزيرعة، وفيها أسَرَهُ الإنكليز فنُقلَ إلى البصرة وظل محجوزاً فيها حتى وافاه الأجل المحتوم." .